# Rafael Banquells
Rafael Banquells (Havana, 25 de junho de 1917—Cidade do México, 27 de outubro de 1990) foi um ator, diretor e cineasta mexicano.

## Filmografia

### Televisão
- Días sin luna (1990)
- Abandonada (1985)
- Vivir un poco (1985)
- Principessa (1984)
- Amalia Batista (1983)
- Déjame vivir (1982)
- Los ricos también lloran (1979)
- La venganza (1977)
- Mi hermana la Nena (1976)
- Barata de primavera (1975)
- La doctora (1964)
- Divorciadas (1961)
- Elena  (1961)
- Honrarás a los tuyos (1959)
- Mi esposa se divorcia (1959)
- El precio del cielo (1959)
- Teresa (1959)
- Gutierritos (1958)
- Un paso al abismo (1958)
- Senda prohibida (1958)

### Cinema
- Ni de aquí, ni de allá (1987)
- La sucesión (1978)
- El santo oficio (1975)
- Estas ruinas que ves (1978) .... Reitor Sebastián Montaña
- En busca de un muro (1973) .... Doutor
- Vidita negra (1973)
- Pubertinaje (1971) ....
- El sinvergüenza (1971)
- Santo contra Blue Demon en la Atlántida (1969) .... Professor Gerard/X22
- La alegría de vivir (1965)
- Gutierritos (1959) .... Ángel Gutiérrez
- El secreto de Pancho Villa (1957)
- Los tres mosqueteros y medio (1957)
- El tesoro de Pancho Villa (1957)
- Teatro del crimen (1957)
- Esposas infieles (1956)
- El medallón del crimen (1956)
- El rey de México (1956)
- La sombra vengadora (1956)
- Pura vida (1956)
- El asesino X (1955)
- La sombra vengadora vs. La mano negra (1954)
- La visita que no tocó el timbre (1954)
- Reportaje (1953)
- Amor de locura (1953)
- Él (1952) .... Ricardo Lujan
- Cuando los hijos pecan (1952)
- Pasionaria (1952)
- Recién casados... no molestar (1951)
- Vivillo desde chiquillo (1951)
- La marca del zorrillo (1950)
- El pecado de Laura (1949)
- Una mujer con pasado (1949)
- La última noche (1948)
- Enrédate y verás (1948)
- Reina de reinas (1948)
- El amor abrió los ojos (1947)
- La vida íntima de Marco Antonio y Cleopatra (1947)
- Bel Ami (1947)
- Los que volvieron (1946)
- Su última aventura (1946)
- María Magdalena (1946)
- Los nietos de Don Venancio (1946)
- Cuando escuches este vals (1944)
- Los hijos de Don Venancio (1944)
- El médico de las locas (1944)
- Las dos huérfanas (1944)
- Internado para señoritas (1943)
- No matarás (1943)
- Resurrección (1943)
- Qué hombre tan simpático (1943)
- Maravilla del toreo (1943)
- Secreto eterno (1942)
- Nuestra Natacha (1936) .... Juan
- La Dama duende (1919)